# Themba Mnguni
Themba Mnguni (Pretoria, 16 dicembre 1973) è un ex calciatore sudafricano, di ruolo difensore.